# Deutungshoheit
Mit Deutungshoheit (auch Deutungsmacht oder Definitionsmacht) bezeichnet man das von einer Person oder Institution beanspruchte Recht oder die Macht, etwas „deuten“ – und damit werten – zu können oder zu dürfen. Treffen beispielsweise im Diskurs über eine Definition verschiedene Aussagen aufeinander, entscheidet die Deutungshoheit über deren endgültige Deutung. Der Wortteil „Hoheit“ impliziert hierbei eine ihr innewohnende Autorität, die Voraussetzung für ihre Akzeptanz ist.